# Rapax Team

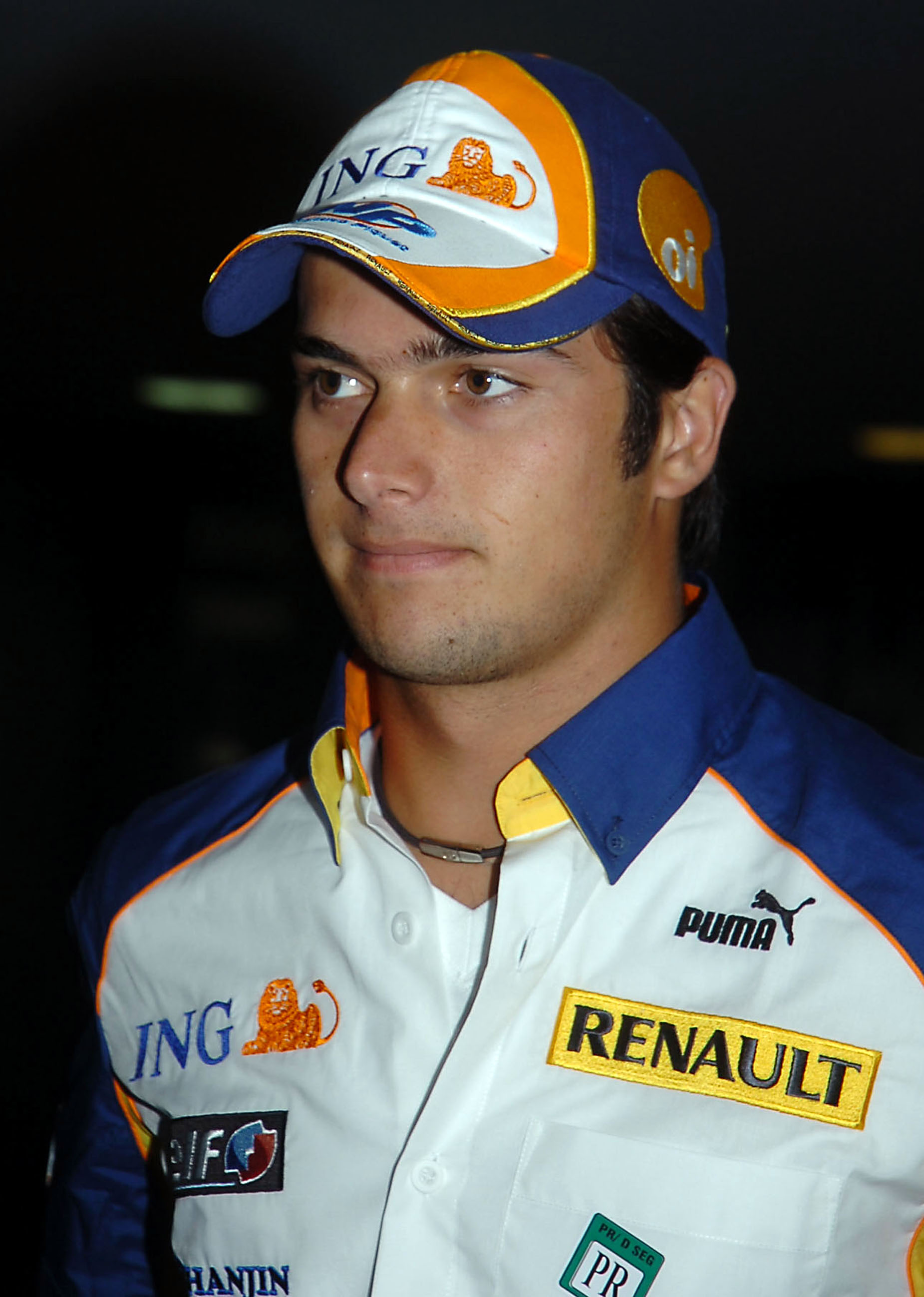
Piquet Sport fut principalement créé pour Nelson Piquet Jr. pour qu'il puisse courir en formules monoplace.

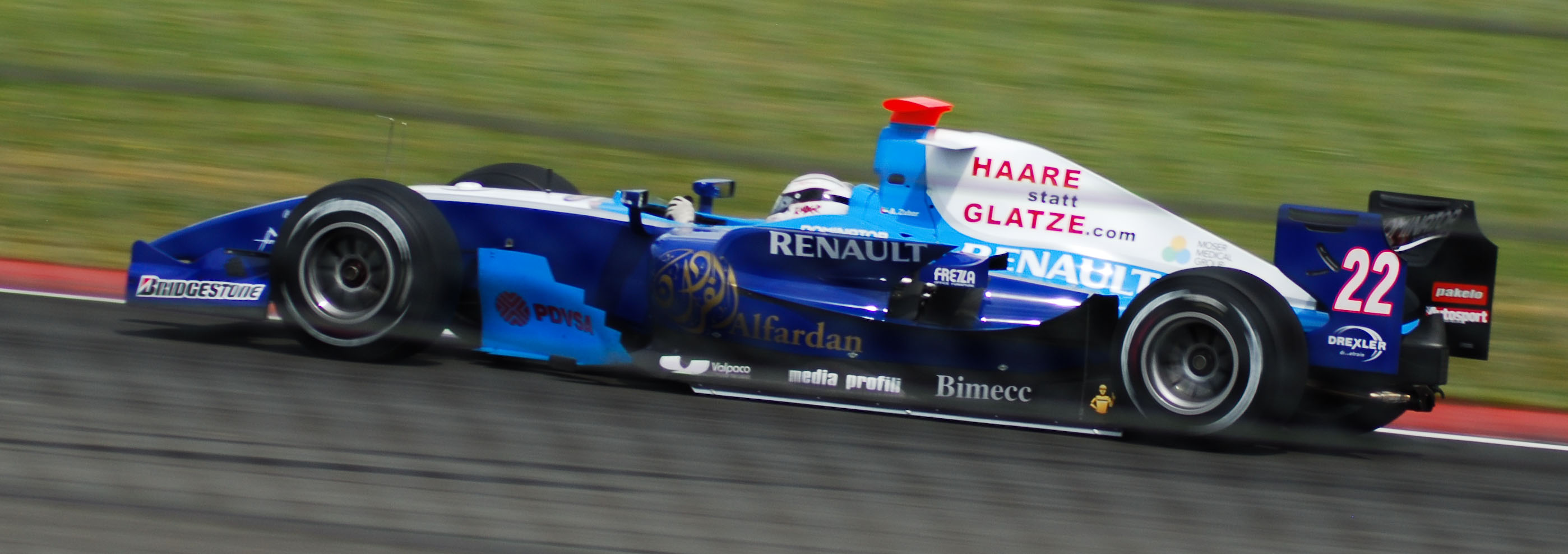
Andreas Zuber conduisant pour Piquet Sport sur le circuit de Silverstone lors du championnat de GP2 Series 2008

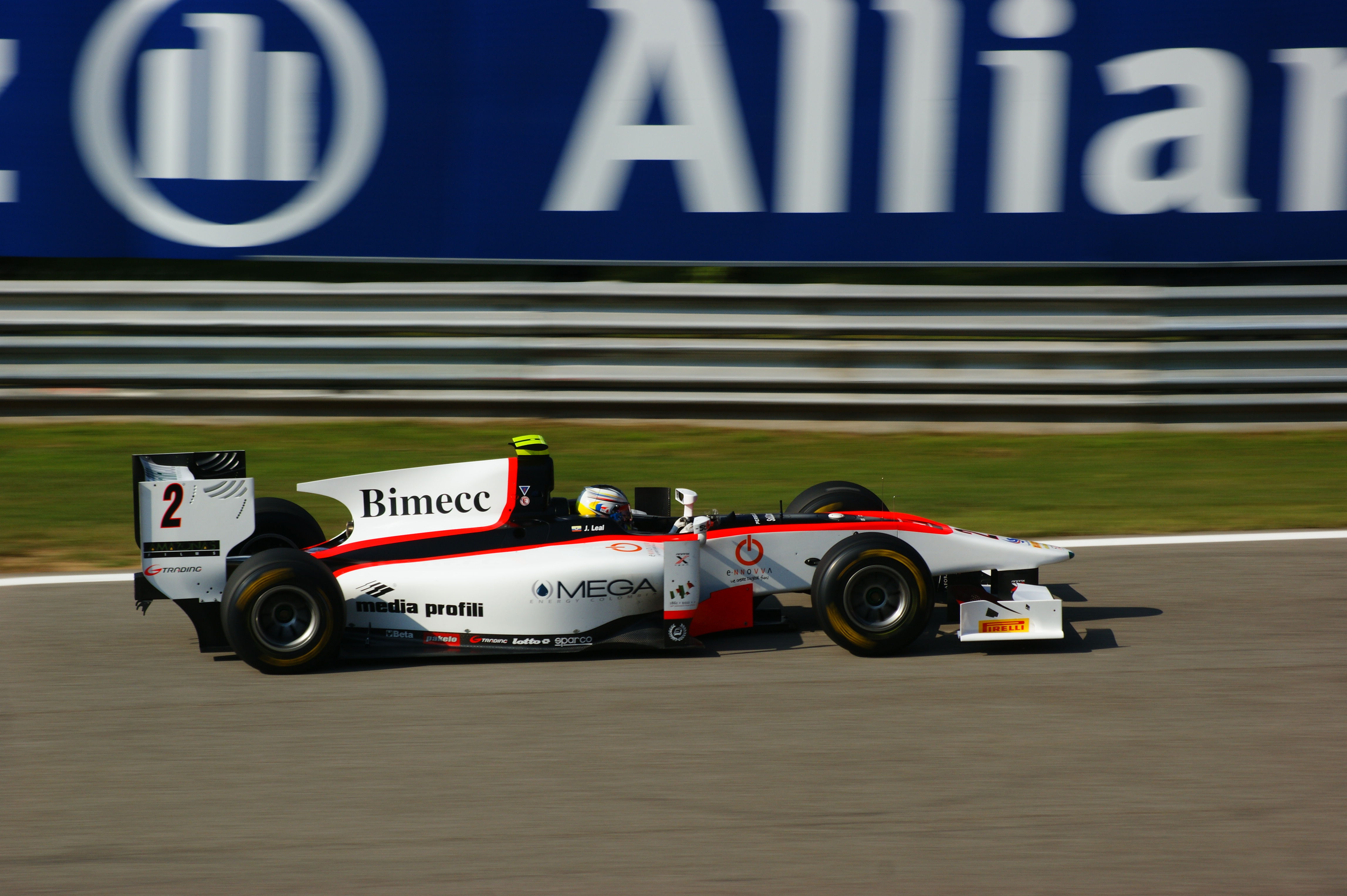
Julián Leal sur le circuit de Monza en 2011

Rapax Team est une écurie de sport automobile italienne fondée fin 2009, à la suite du rachat de l'écurie de Nelson Piquet, Piquet Sports. 
L'écurie a participé au GP2 Asia Series 2009-2010 ainsi qu'au championnat de GP2 Series 2010, qu'elle a remporté avec le pilote vénézuélien Pastor Maldonado.

## Résultats en GP2 Series
| Saison           | Châssis | Moteur     | Pilotes                                                                                    | GP disputés | Victoires | Poles Positions | Podiums | Records du tour | Points inscrits | Classement |
| ---------------- | ------- | ---------- | ------------------------------------------------------------------------------------------ | ----------- | --------- | --------------- | ------- | --------------- | --------------- | ---------- |
| 2010             | Dallara | Mecachrome | Luiz Razia Pastor Maldonado                                                                | 20          | 6         | 0               | 11      | 6               | 115             | Champion   |
| 2011             | Dallara | Mecachrome | Fabio Leimer Julián Leal                                                                   | 18          | 1         | 0               | 2       | 1               | 15              | 10e        |
| 2012             | Dallara | Mecachrome | Stefano Coletti Tom Dillmann Daniël de Jong Ricardo Teixeira                               | 22          | 1         | 0               | 2       | 2               | 44              | 9e         |
| 2013             | Dallara | Mecachrome | Stefano Coletti Simon Trummer                                                              | 22          | 3         | 1               | 7       | 5               | 155             | 7e         |
| 2014             | Dallara | Mecachrome | Adrian Quaife-Hobbs Simon Trummer                                                          | 22          | 0         | 0               | 2       | 0               | 56              | 9e         |
| 2015             | Dallara | Mecachrome | Sergey Sirotkin Robert Vișoiu Gustav Malja                                                 | 22          | 1         | 1               | 5       | 1               | 159             | 6e         |
| 2016             | Dallara | Mecachrome | Gustav Malja Arthur Pic Johnny Cecotto Jr.                                                 | 22          | 1         | 1               | 4       | 1               | 107             | 6e         |
| 2017 (Formule 2) | Dallara | Mecachrome | Nyck de Vries Sergio Canamasas Louis Delétraz Johnny Cecotto Jr. Roberto Merhi René Binder | 22          | 1         | 0               | 5       | 2               | 137             | 5e         |